# パーマネント野ばら
『パーマネント野ばら』（パーマネントのばら）は、西原理恵子の漫画作品。『新潮45』で2004年1月号から2006年7月号まで間欠的に連載され、2006年9月に新潮社より単行本が出版された。
2010年菅野美穂主演、吉田大八監督で映画化、2010年5月15日より原作者西原の出身地で、作品の舞台でもある高知県で先行公開、5月22日より全国公開。2017年6月に加藤拓也が脚本・演出で舞台化。

## あらすじ
ある田舎の漁村にある唯一の美容院「パーマネント野ばら」。なおこは離婚し、娘を連れて母の経営するこの美容院に身を寄せている。美容院は町の女たちの「たまり場」と化していて、あけっぴろげに自分たちの悲哀や愚痴をこぼし合い、罵り合い、笑いあっていた。
なおこの二人の友人も男運が悪く、みっちゃんはフィリプンパブを経営しながらヒモ男に金をせびられ、ともちゃんも付き合う男が皆暴力男で、捨てられてばかりいる。なおこ自身も、地元中学校教師のカシマと密会を繰り返していた。しかし、愛情を感じながらもなおこは掴み所のないカシマの態度に、戸惑いと孤独を感じていた。

## 主な登場人物
なおこ
本作の主人公。一人娘の「ももちゃん」を連れて実家に出戻り、「野ばら」を手伝っている。
ともちゃん
なおこの同級生。夫を薬物中毒で亡くした。本人も学生時代にシンナーを吸っていた経験がある。
みっちゃん
なおこの同級生。フィリピンパブのママ。
けいこ
なおこの同級生。ともちゃん、みっちゃんとともに高校時代なおことつるんでいた。
けい子
なおこの同級生。現在は普通に暮らしているが、高校時代にはそれなりに色々と問題があった。
けいちゃん
なおこの同級生。子供の頃から嘘つきだった。結婚後病気を宣告され、退院後に自殺してしまう。
お母ちゃん
なおこの母、「野ばら」の店主。
ニューお父ちゃん
お母ちゃんの再婚相手。今はお母ちゃんより遙かに年上の、隣家の農婆と暮らしている。
カシマ
なおこの「好きな人」。
もも
なおこの子供。
ヒサシ
みっちゃんの夫。店の女の子に手を出した挙句、別の女と出て行った。
ユウジ
ともちゃんの夫。ギャンブルに嵌って失踪したが森でなおこに発見される。薬物中毒で死亡。

## 映画

### キャスト
- なおこ - 菅野美穂
- ともちゃん - 池脇千鶴
- みっちゃん - 小池栄子
- カシマ - 江口洋介
- もも  - 畠山紬
- ユウジ（ともちゃんの夫） - 山本浩司
- ヒサシ（みっちゃんの夫） - 加藤虎ノ介
- ニューお父ちゃん（カズオ） - 宇崎竜童
- みっちゃんの父 - 本田博太郎
- なおこのお母ちゃん（まさ子） - 夏木マリ（若い頃：霧島れいか）
- パチスロ客　- 山本誠
- ムロツヨシ、田村泰二郎　ほか

### スタッフ
- 原作：西原理恵子『パーマネント野ばら』（新潮社刊）
- 監督：吉田大八
- 脚本：奥寺佐渡子
- 音楽：福原まり
- 撮影：近藤龍人
- 照明：藤井勇
- 美術：富田麻友美
- 装飾：佐藤孝之
- 編集：岡田久美
- 音楽プロデューサー：日下好明
- スクリプター：柳沼由加里
- スタイリスト：小里幸子、谷口みゆき
- ヘアメイク：小沼みどり
- 助監督：甲斐聖太郎、松尾崇、今井美奈子
- ロケ協力：高知県観光コンベンション協会、宿毛市、大月町、土佐清水市、四万十市、えひめフィルムコミッション　ほか
- 製作者：百武弘二、畠中達郎、財前健一郎、星野晃志、北川直樹、野嵜民夫、井上隆由、藤戸謙吾、山本邦義
- プロデューサー：松本整、石田雄治、鈴木ゆたか、中村陽介、藤田滋生
- エグゼクティブプロデューサー：春名慶
- ラインプロデューサー：加藤賢治
- 企画協力：とりあたま、新潮社
- 配給：ショウゲート
- 製作プロダクション：リクリ
- 製作：「パーマネント野ばら」製作委員会（博報堂DYメディアパートナーズ、アミューズソフト、中央映画貿易、ソニー・ミュージックエンタテインメント、テレビ愛知、テレビ大阪、高知新聞社、高知放送、リクリ）

### 受賞
- 第54回三浦賞（近藤龍人）

## 舞台
劇団た組。第14回目公演として2017年6月に舞台化。脚本と演出は加藤拓也。

### 受賞
第14回富川国際ファンタスティック映画祭(2010)・NETPAC賞